# TreeBASE
TreeBASE (トゥリーベイス) は、「Scientific journal 」誌に掲載された系統学のデータのリポジトリである。TreeBASE使用上の系統学の研究における研究データとは、分類群の一組やその一組の分類群に関するメタデータおよび分類群間での進化的関係を最もよく説明する為に推論されている系統樹について、（例えば、形質進化の変化の回数が最小になるように、系統推定を行う方法や多重整列などを）比較している結果や報告などを収集または生成されて得られる。

## ミッション
TreeBASEプロジェクトの目的は、これらのデータの安定した記録と識別子を提供することで、ある作業者が公開されたリポジトリ内のデータを参照している間も、他の研究者がそのデータを見つけ出して元の研究を検証したり更なる分析の中で包括したり拡張出来るようになった。

## 歴史と資金調達
このプロジェクトは、1994年に開始され、アメリカ国立科学財団からの資金提供を受けて行われた。ベータ版運用の後、CIPRESプロジェクトのもとで再設計が開始された。この新しいバージョンは2010年3月にリリースされ、多くの支援を受けたが、とりわけpPODプロジェクトの資金援助によりCQL検索機能を備えたRESTfulのサービスインターフェイスの追加機能を獲得し、米国の国立進化総合センター (NESCent) のデータベースとWebサーバーのホストコンピュータとなった。
2010年冬から、TreeBASEは再編成され、 「Phyloinformatics Research Foundation」 の下で運営されることになった。